# Голдистал
Голдистал (њем. Goldisthal) општина је у њемачкој савезној држави Тирингија. Једно је од 16 општинских средишта округа Зонеберг. Према процјени из 2010. у општини је живјело 444 становника. Посједује регионалну шифру (AGS) 16072006.

## Географски и демографски подаци
Голдистал се налази у савезној држави Тирингија у округу Зонеберг. Општина се налази на надморској висини од 500 метара. Површина општине износи 19,6 km². У самом мјесту је, према процјени из 2010. године, живјело 444 становника. Просјечна густина становништва износи 23 становника/km².